# Hungerburgbahn
Hungerburgbahn er en kabelbane i Innsbruck, Østrig, som forbinder bydelen Hungerburg med Innsbrucks centrum.
Banen åbnede den 1. december 2007. Ved Hungerburg fører svævebanen Nordkettenbahn op til Restaurant Seegrube og det store skiområde heromkring.

## Banens forløb
Banen drives af byens offentlige transportselskab og har billetter til fælles med dette. Hungerburgbahn har fire stationer, alle designet af Zaha Hadid. Det er:
- Congress (samtidig station på byens metro)
- Löwenhaus
- Alpenzoo
- Hungerburg

## Tekniske specifikationer
| Strækningens længde          | 1.838 m                 |
| Nederste station (Congress)  | 569 m.o.h               |
| Øverste station (Hungerburg) | 857 m.o.h.              |
| Stigning                     | 288 m                   |
| Turens varighed              | 8 - 10 minutter         |
| Hastighed                    | 10 m/s                  |
| Kapacitet pr. togsæt         | 130 personer            |
| Kapacitet på hele systemet   | 1.200 personer pr. time |
| Sporvidde                    | 1.440 mm                |

## Den første Hungerburgbahn
Den nuværende Hungerburgbahn er bygget som erstatning for den oprindelige kabelbane på stedet, som var i drift i årene 1906 til 2005. Denne bane havde en strækning på ca. den halve længde af den nye Hungerburgbahn og havde ikke sit udgangspunkt i byens centrum.

## Billedgalleri
- Nederste station, Congress
- Banen kommer frem fra tunnelen
- Broen over floden Inn. I baggrunden stationen Löwenhaus
- Tog holder på stationen Alpenzoo
- Togsæt tæt på topstationen, Hungerburg. I baggrunden ses Innsbruck